# Bert Rudolf
Bert Rudolf (přesně Hubert Rudolf; 25. dubna 1905 Zátor – 6. listopadu 1992 Linec) byl rakouský skladatel.

## Životopis
Narodil se v rakouské části Slezska. Patřil ke generaci umělců, kteří museli v průběhu života několikrát redefinovat pojem „vlasti“. V rámci rodinné tradicí byl předurčen pro kariéru učitele. Během svého studia v Opavě byl pohlcen hudbou. Začal studovat hru na varhany, klavír a kompozici. K jeho učitelům patřil Leoš Janáček . První zkušenost získal jako kapelník. Oženil se s operní zpěvačkou Theo Honsig. Pokračoval ve studiu kompozice Kolíně nad Rýnem u Filipa Jarnacha. Poté se stal učitelem hudby ve Vídni, následovalo angažmá v Mnichově. V roce 1952 se usadil v Linci. Živil se jako skladatel na volné noze. V roce 1971 získal hudební cenu Jana Václava Stamice. Během svého života vytvořil 7 oper, operetu, balety a více než 60 hudebních děl pro celovečerní a kulturní filmy, hudbu pro téměř 100 rozhlasových her, sedm kantát, devět děl pro hlas a orchestr, 23 orchestrálních děl, 16 komorních hudebních děl a 102 písní. Zemřel v listopadu 1992 a byl pohřben ve Vídni v Hietzinger Friedhof.

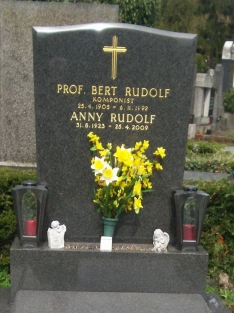
Hrobka Rudolfa Rudolfa

## Dílo (výběr)
- Dřevo vyřezávaná Madona, opera, 1937
- Láska, opera
- V neděli déšť, opera
- Salon, opera
- Černé perly, opereta, 1945
- Ali Baba a Lupiči, Balet, 1945
- Osm tváří u jezera Biwase, balet
- Le Rappell, balet